# Paramyxoviridae
Famille

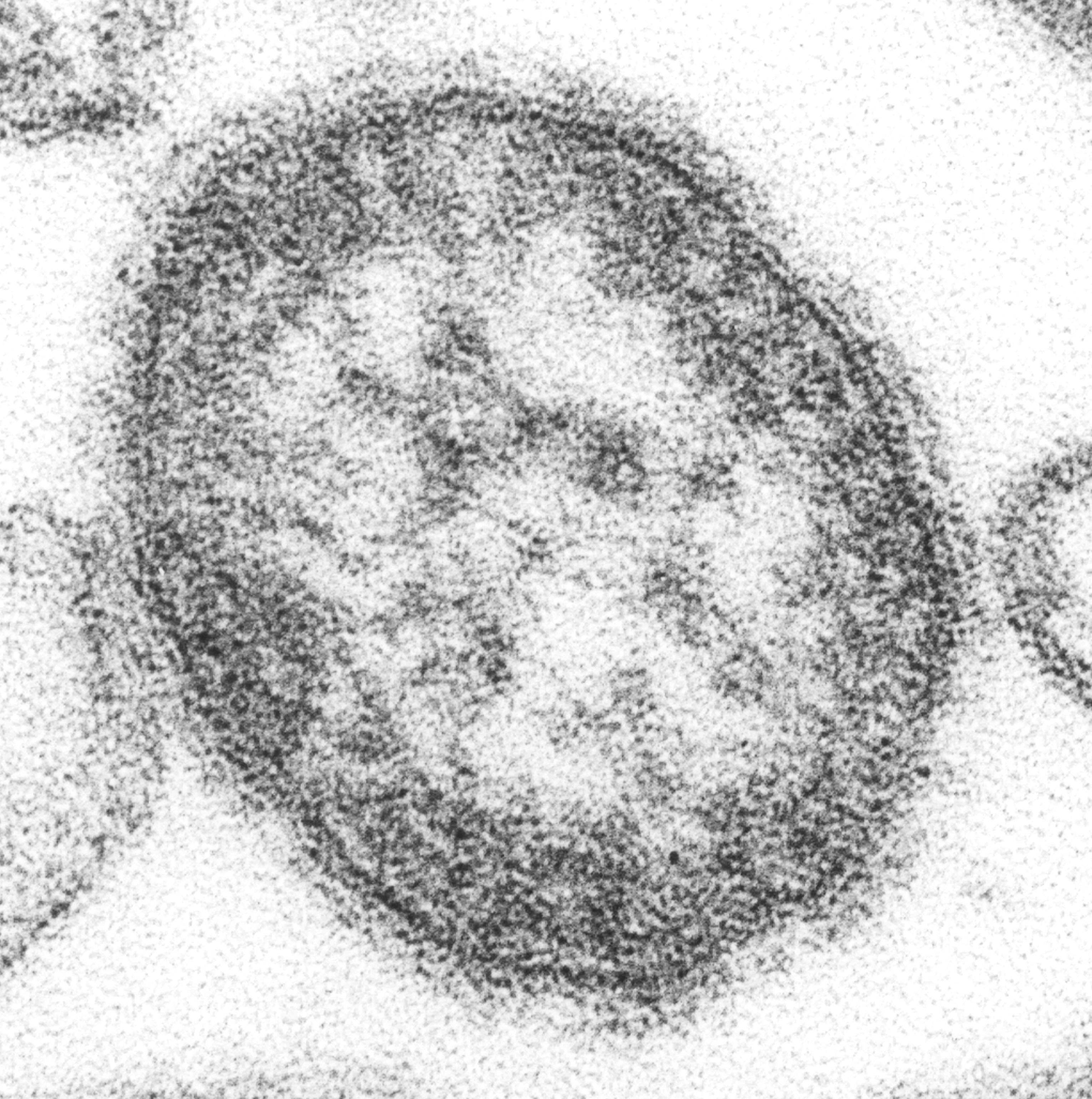
Un Morbillivirus, le virus de la rougeole

Les Paramyxoviridae sont une famille de virus à ARN monocaténaire de polarité négative (groupe V de la classification Baltimore) et à génome non segmenté (ordre des Mononegavirales), appelés aussi paramyxovirus.
Elle comprend notamment les genres : 
- Orthoavulavirus
  - le virus de la maladie de Newcastle (Avian orthoavulavirus 1)
- Henipavirus
  - les virus de Hendra, Nipah, Cedar, Kumasi, Mojiang, Langya…
- Morbillivirus
  - le virus de la rougeole
  - le virus de la maladie de Carré (Morbillivirus canin)
  - le virus de la maladie de Carré des phoques (Phocine morbillivirus)
  - le virus de la peste bovine (Rinderpest morbillivirus)
  - le virus de la peste des petits ruminants (Small ruminant morbillivirus)
- Respirovirus
  - le virus virus de Sendaï (en) (respirovirus murin)
  - les respirivirus humains (ex Parainfluenza) 1 et 3
- Orthorubulavirus
  - les orthorubulavirus humains (ex Parainfluenza) 2 et 4
  - le virus des oreillons : le virus ourlien

## Liste des sous-familles et des genres
Selon l’ICTV (version de juillet 2019) :
- sous-famille des Avulavirinae
  - genre Metaavulavirus
  - genre Orthoavulavirus
  - genre Paraavulavirus
- sous-famille des Metaparamyxovirinae
  - genre Synodonvirus
- sous-famille des Orthoparamyxovirinae
  - genre Aquaparamyxovirus
  - genre Ferlavirus
  - genre Henipavirus
  - genre Jeilongvirus
  - genre Morbillivirus
  - genre Narmovirus
  - genre Respirovirus
  - genre Salemvirus
- sous-famille des Rubulavirinae
  - genre Orthorubulavirus
  - genre Pararubulavirus
- incertae sedis
  - genre Cynoglossusvirus
  - genre Hoplichthysvirus
  - genre Scoliodonvirus

## Référence biologique
- (en) ICTV : Paramyxoviridae  (consulté le 5 février 2021)